# Halásztelek
Halásztelek [halástelek] je město v Maďarsku v župě Pest, spadající pod okres Szigetszentmiklós, nacházející se na říčním ostrově Csepel. Město je součástí aglomerace Szigetszentmiklósu (sousedí s jeho městskou částí Lakihegy). V roce 2015 zde žilo 9 056 obyvatel, z nichž jsou 84,9 % Maďaři.

## Historie
V lokalitě dnešního sídla se dříve nenacházelo žádné trvalé osídlení. Na mapách třetího vojenského mapování z konce 19. století se zde nacházelo jediné staveni (Joska-major) a místní kaštel. Až před druhou světovou válkou zde začala postupně vyrůstat zástavba podle pravidelné uliční sítě.

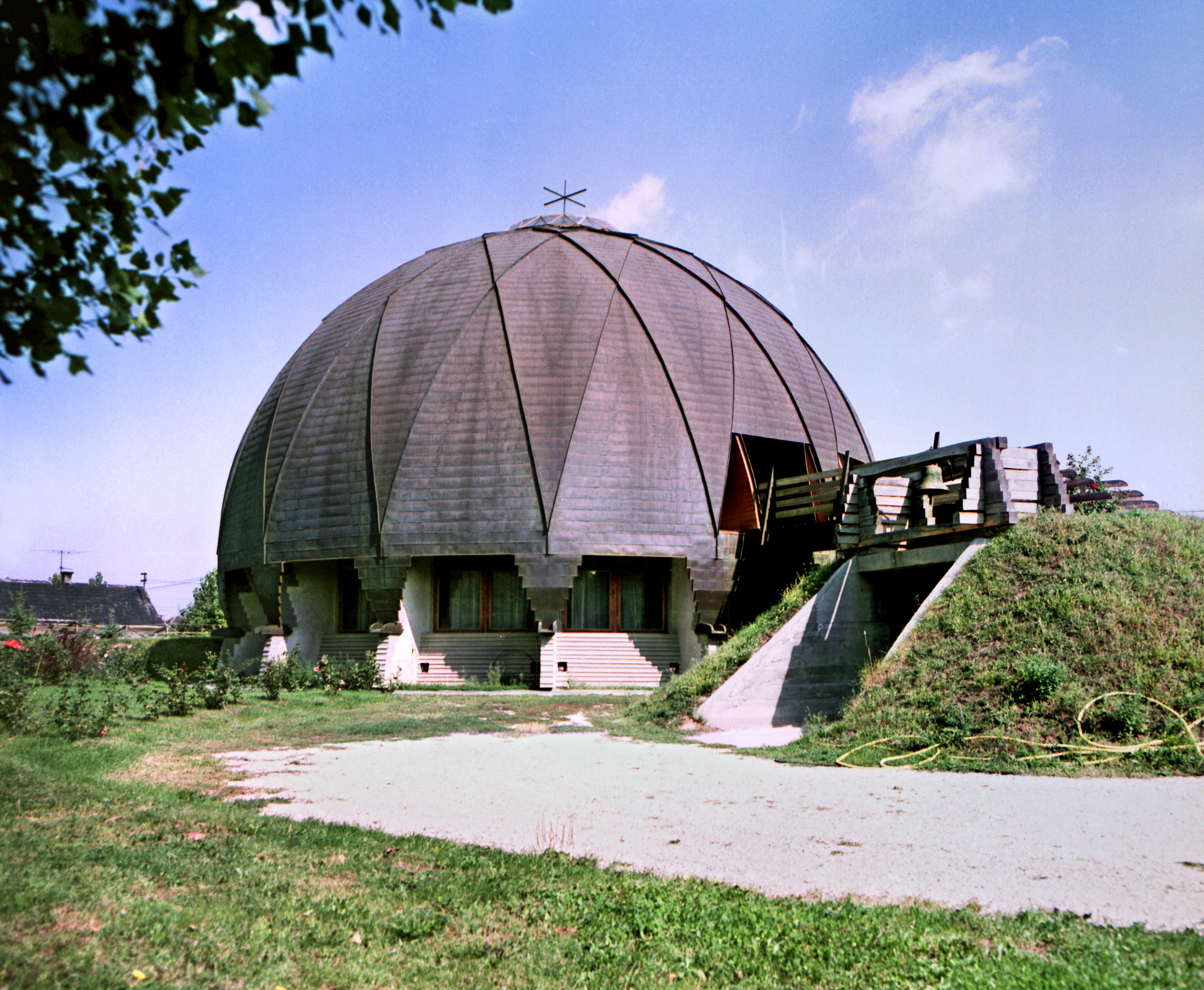
Kostel sv. Alžběty.

Dne 1. března 1950 se stal Halásztelek samostatnou obcí pod názvem Herminatelep. V roce 1951 přijal dnešní název. Zpočátku zde žilo asi 1500 obyvatel, ale díky blízkosti Budapešti se jejich počet rychle zdvojnásobil díky postupnému trendu suburbanizace, který probíhal i za dob existence Maďarské lidové republiky. Do 60. let 20. století byla zastavěna jižní část obce směrem k Tökölskému letišti.
V následujících letech se začala rozvíjet infrastruktura obce. Od počátku padesátých let zahájil budapešťský dopravní podnik (BKV) provoz příměstské autobusové linky č. 38, která byla v šedesátých letech rozšířena o další tři linky (38/A, 38/B a 38-červená"). S nárůstem počtu obyvatel začala také její modernizace. Odstartovalo připojování vodovodů k rodinným domům a výstavba kanalizační sítě, která po dokončení otevřela možnost výstavby větších obytných celků. První sídliště tak začala vyrůstat na konci 60. let 20. století. Ubylo tak sadů a přibyla zastavěná oblast. Zlepšily se veřejné služby. 
Sedmdesátá léta přinesla zásadní obrat v oblasti školství. V roce 1971 bylo otevřeno odborné zahradnické učiliště (nyní Reformovaná střední škola Štěpána Bočkaje) a začala výstavba nové moderní základní školy. Po roce 1990 pokračoval rozvoj města podobou pokračující suburbanizace, kdy sem migrovali obyvatelé nedaleké Budapešti.

## Kultura a pamětihodnosti
V obci se nachází kaštel rodiny Malonyai. V centru města stojí také kostel sv. Alžběty. Na břehu Dunaje je vedena turistická značená cesta (Mariánská cesta).

## Doprava
Obcí prochází silnice z místní části Budapešti s názvem Csepel do města Tököl. Při dunajském břehu se nachází protipovodňový val, po kterém vede cyklostezka. Železniční spojení Halásztelek nemá.

## Sport
Ve městě byla budována hala pro házenou.